# Rabies (Ruoska)
Rabies è il quinto album in studio del gruppo industrial metal finlandese Ruoska, pubblicato nel 2008.

## Tracce
1. Saarnaaja – 4:56
2. Lihaa vasten lihaa – 3:29
3. Helvettiin jäätynyt – 3:59
4. Ei koskaan – 4:12
5. Pirunkieli – 3:39
6. Vankilani – 4:56
7. Valtaa, väkivaltaa – 3:18
8. Pakkomielle – 3:37
9. Porttikielto taivaaseen – 4:00
10. Sotasokea – 4:18

## Formazione
- Patrik Mennander - voce
- Anssi Auvinen - chitarra
- Mika Kamppi - basso
- Sami Karppinen - batteria